# Ligne T2 du bus à haut niveau de service de l'agglomération du Pays Basque
Ligne T2 du Tram'Bus
Pour les articles homonymes, voir Ligne T2.
Pour un article plus général, voir Bus à haut niveau de service de l'agglomération du Pays Basque.
La ligne T2 du bus à haut niveau de service de l'agglomération du Pays Basque, plus communément appelée ligne T2 du Tram'Bus, est une ligne de bus à haut niveau de service (BHNS), faisant partie du réseau de transports en commun de l'agglomération du Pays Basque, et plus précisément du réseau Txik Txak. Il s'agit de la deuxième ligne du BHNS de l'agglomération, dont la mise en service a lieu le 26 avril 2021.
Elle relie dans un premier temps les stations Garròs à Tarnos et Technocité à Bayonne, en passant par des pôles d'échanges, que sont notamment la gare, la Mairie de Bayonne, ou encore la Place des Basques.
Un prolongement est en cours de réalisation vers Maignon et Bassussarry, afin de prolonger la ligne 2 au futur parking relais du Makila. Cela permettra de connecter avec les lignes en provenance de l'intérieur du Labourd (Ustaritz, Cambo, Espelette) et offrir une alternative attractive face aux nombreux embouteillages fréquents formés quotidiennement dans cette entrée de l'agglomération. La mise en service du prolongement vers Bassussary est prévue à l'horizon 2026.

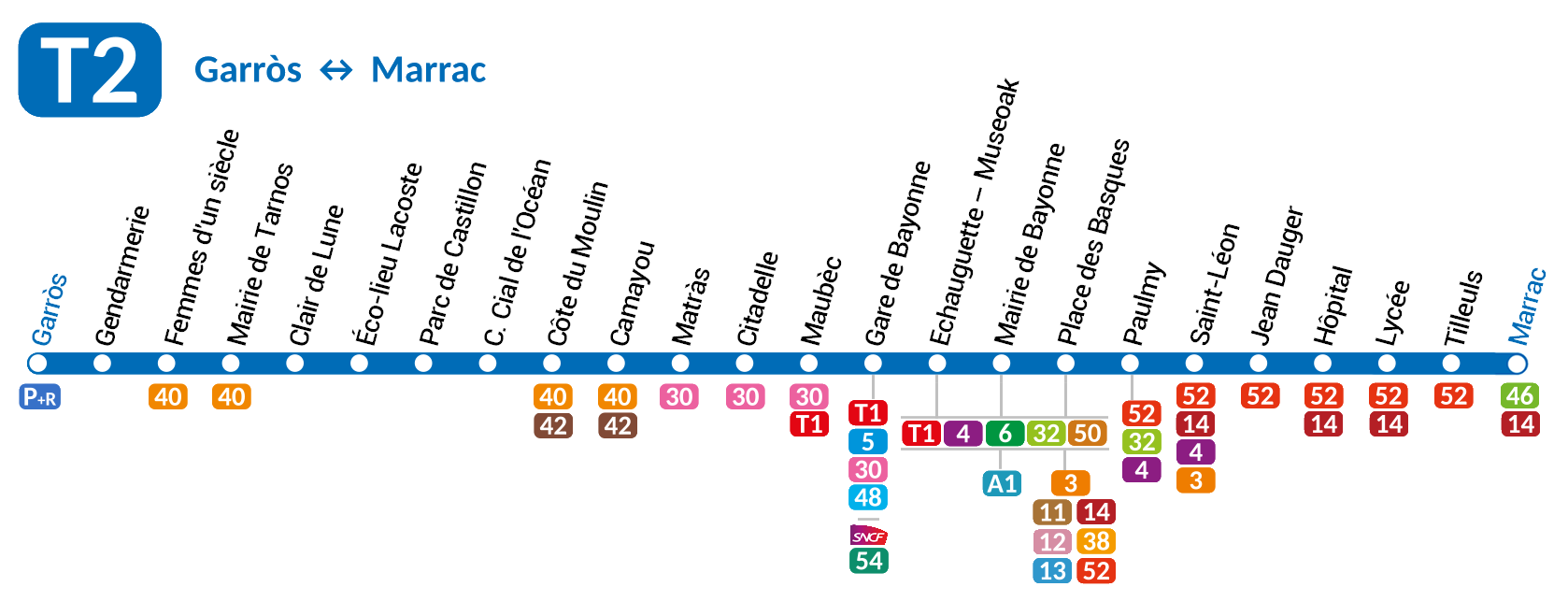
Plan de la ligne.

## Histoire

### Phase d'essai et lancement
Entre le 8 mars et le 2 avril 2021, la ligne est testée. À cette occasion, des rames circulent sur le circuit prévu, mais sans qu'aucun voyageur ne puisse y monter. Cela permet aux différents acteurs : Keolis Côte Basque-Adour (exploitant), Chronoplus (réseau) et Irizar (constructeur du matériel roulant) de se coordonner et repérer les éventuels problèmes à régler avant la mise en service , qui se déroule le 26 avril 2021. À cette date, la ligne reliait Tarnos Garròs et Bayonne Marrac, soit 10 km, dont 3,3 km en site propre,, avant d'être prolongée en septembre 2024 à Bayonne Technocité.

## Tracé et stations

### Liste des stations
La ligne T2 dessert les 24 stations suivantes, en commençant par l'extrémité nord :

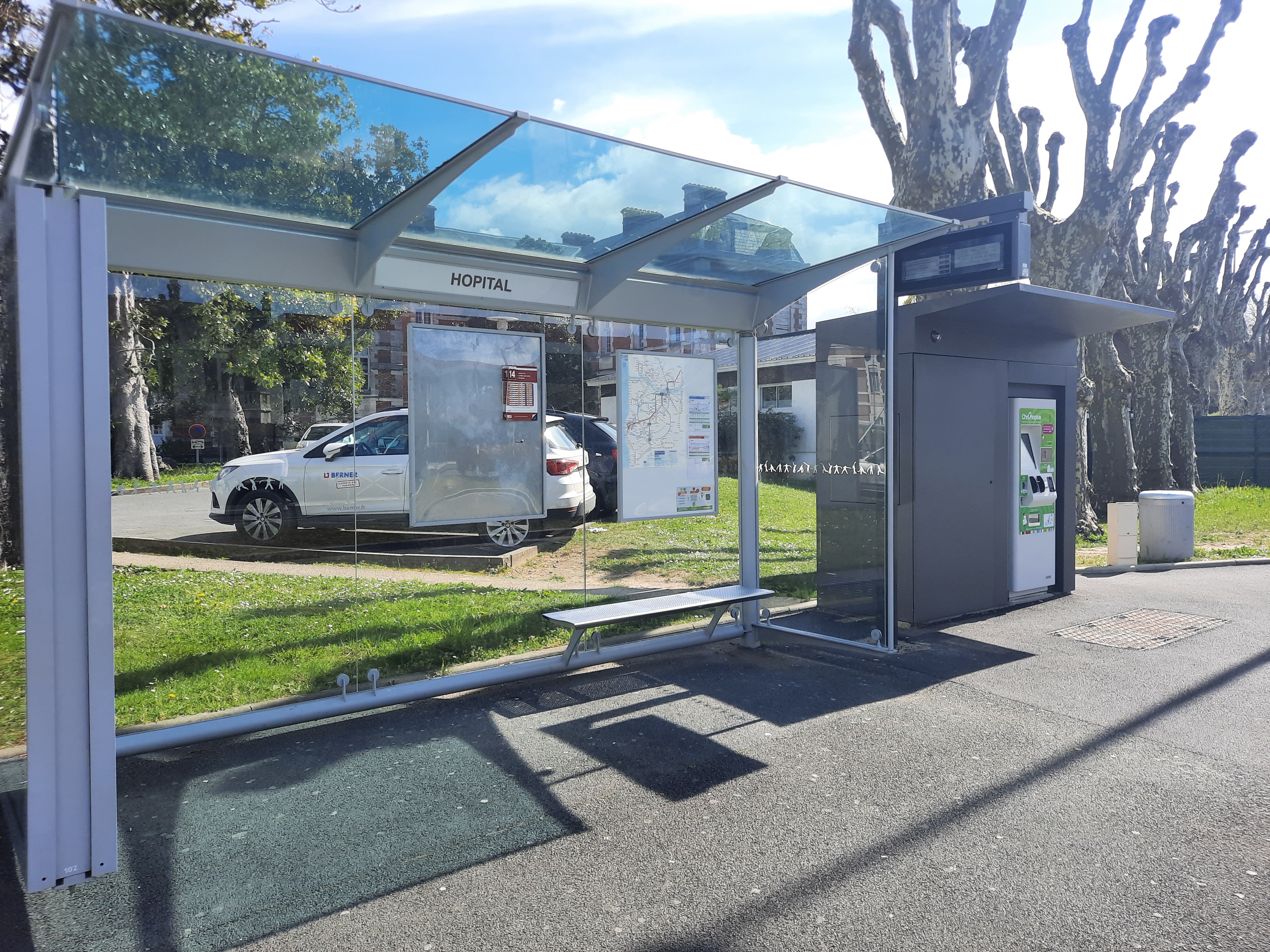
L'arrêt Hôpital, avec un distributeur automatique de titres de transport et une borne d'Information voyageurs.

|  |   |  | Station               | Commune | Correspondances                          |
|  | - |  | --------------------- | ------- | ---------------------------------------- |
|  | ■ |  | Garròs                | Tarnos  | Parc relais                              |
|  | • |  | Gendarmerie           | Tarnos  |                                          |
|  | • |  | Femmes d'un siècle    | Tarnos  | 40                                       |
|  | • |  | Mairie de Tarnos      | Tarnos  | 40                                       |
|  | • |  | Clair de Lune         | Tarnos  |                                          |
|  | • |  | Éco-lieu Lacoste      | Tarnos  |                                          |
|  | • |  | Parc de Castillon     | Tarnos  | 40 42                                    |
|  | • |  | C. Cial de l'Océan    | Tarnos  | 40 42                                    |
|  | • |  | Côte du Moulin        | Bayonne |                                          |
|  | • |  | Camayou               | Bayonne |                                          |
|  | • |  | Matràs                | Bayonne | 30                                       |
|  | • |  | Citadelle             | Bayonne | 30                                       |
|  | • |  | Maubèc                | Bayonne | T1 30                                    |
|  | • |  | Gare de Bayonne       | Bayonne | T1 5 30 48 : TER • TGV • Intercités • 54 |
|  | • |  | Echauguette – Museoak | Bayonne | T1 4 6 32 50                             |
|  | • |  | Mairie de Bayonne     | Bayonne | T1 4 6 32 50 • ADOUR 1                   |
|  | ■ |  | Place des Basques     | Bayonne | T1 4 6 32 38 50 52 • 3 11 12 13 14       |
|  | • |  | Paulmy                | Bayonne | 52 32 4                                  |
|  | • |  | Saint-Léon            | Bayonne | 52 14 4 3                                |
|  | • |  | Jean Dauger           | Bayonne | 52                                       |
|  | • |  | Hôpital               | Bayonne | 52 14                                    |
|  | • |  | Lycée                 | Bayonne | 52 14                                    |
|  | • |  | Tilleuls              | Bayonne | 52                                       |
|  | ■ |  | Marrac                | Bayonne | 46 14                                    |

## Lieux desservis
La ligne dessert la ville de Tarnos, notamment son étang, sa mairie, sa médiathèque et le Centre Commercial l’Océan. Elle dessert aussi la commune de Bayonne, notamment les cimetières Talouchet et Saint-Léon, la citadelle, la gare, le centre-ville avec la mairie et le théâtre, mais aussi le jardin botanique, le stade Jean-Dauger, l'hôpital, les collèges et lycées Cassin, Largenté et Marracq, avant de terminer à la technocité de Bayonne.